# Heilbronner RG Schwaben
Die Heilbronner RG Schwaben, ausgeschrieben Heilbronner Rudergesellschaft „Schwaben“, auch Ruderschwaben genannt, ist ein Sportverein aus Heilbronn. Sie trainieren auf dem Neckar. 

## Geschichte und Lage

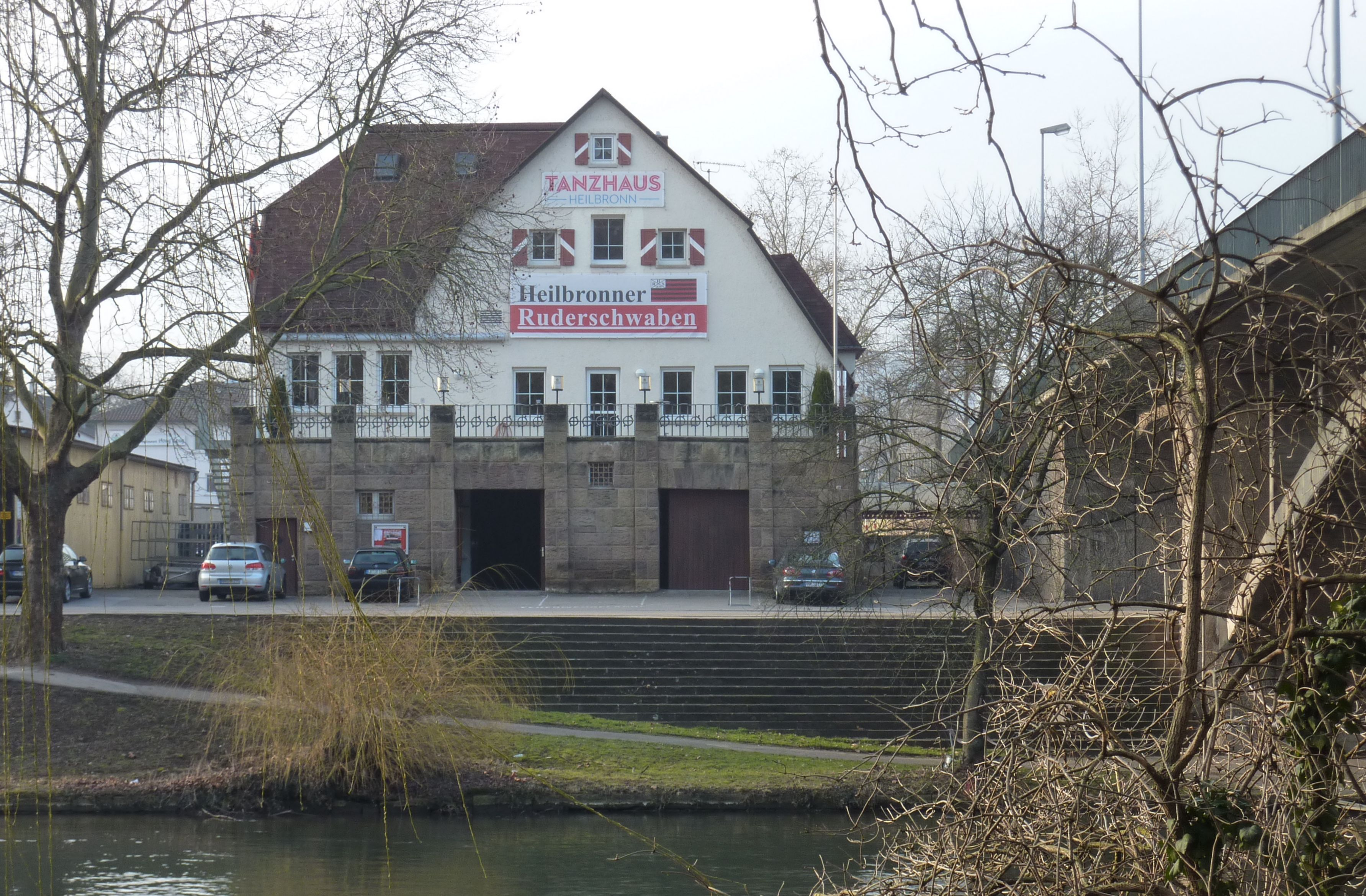
Das Schwabenhaus bei der Rosenbergbrücke in Heilbronn war bis 2022 Clubhaus des Vereins.

Die Rudergesellschaft wurde 1879 gegründet und rudert seit ihrer Gründung auf dem Neckar. In der parallel zum Neckar verlaufenden Heilbronner Badstraße bekam der Verein sogleich ein städtisches Grundstück zur Pacht, wo man 1880 ein hölzernes Bootshaus erbaute, das ständig erweitert wurde. 1909 konnte der Verein schließlich das massive Schwabenhaus erbauen, das nach Zerstörung beim Luftangriff auf Heilbronn am 4. Dezember 1944 nach altem Vorbild wieder aufgebaut wurde. Auch die 1939 neben dem Schwabenhaus erbaute Rosenbergbrücke wurde nach dem Krieg wiederhergestellt. Der befestigte Uferbereich des Neckars unterhalb der Brücke diente dem Verein lange Zeit als Zugang zum Fluss. Von 1988 bis 2013 teilte sich der Ruderverein sein Clubhaus mit der Sektion Heilbronn des Deutschen Alpenvereins, kaufte dann jedoch die DAV-Hälfte des Gebäudes wieder zurück und vermietete sie an eine Tanzschule. Der schlechte Zustand von Bootsschuppen und Clubhaus sowie Expansionspläne der in der Nachbarschaft inzwischen mehrfach vergrößerten Kaufland-Verwaltung bewogen den Verein, das alte Clubhaus an Kaufland zu veräußern und sich stattdessen ein neues Domizil im wenige Hundert Meter entfernt auf der anderen Neckarseite gelegenen Wertwiesenpark zu erbauen. Die Planungen für das neue Clubheim begannen 2017. Das alte Gebäude wurde 2020 verkauft, anschließend begannen die Arbeiten am Neubau im Wertwiesenpark, der 2022 bezogen wurde.
Der Verein war anfangs ein reiner Männervein, seit 1931 gibt es eine Damenabteilung.

## Bekannte Sportler

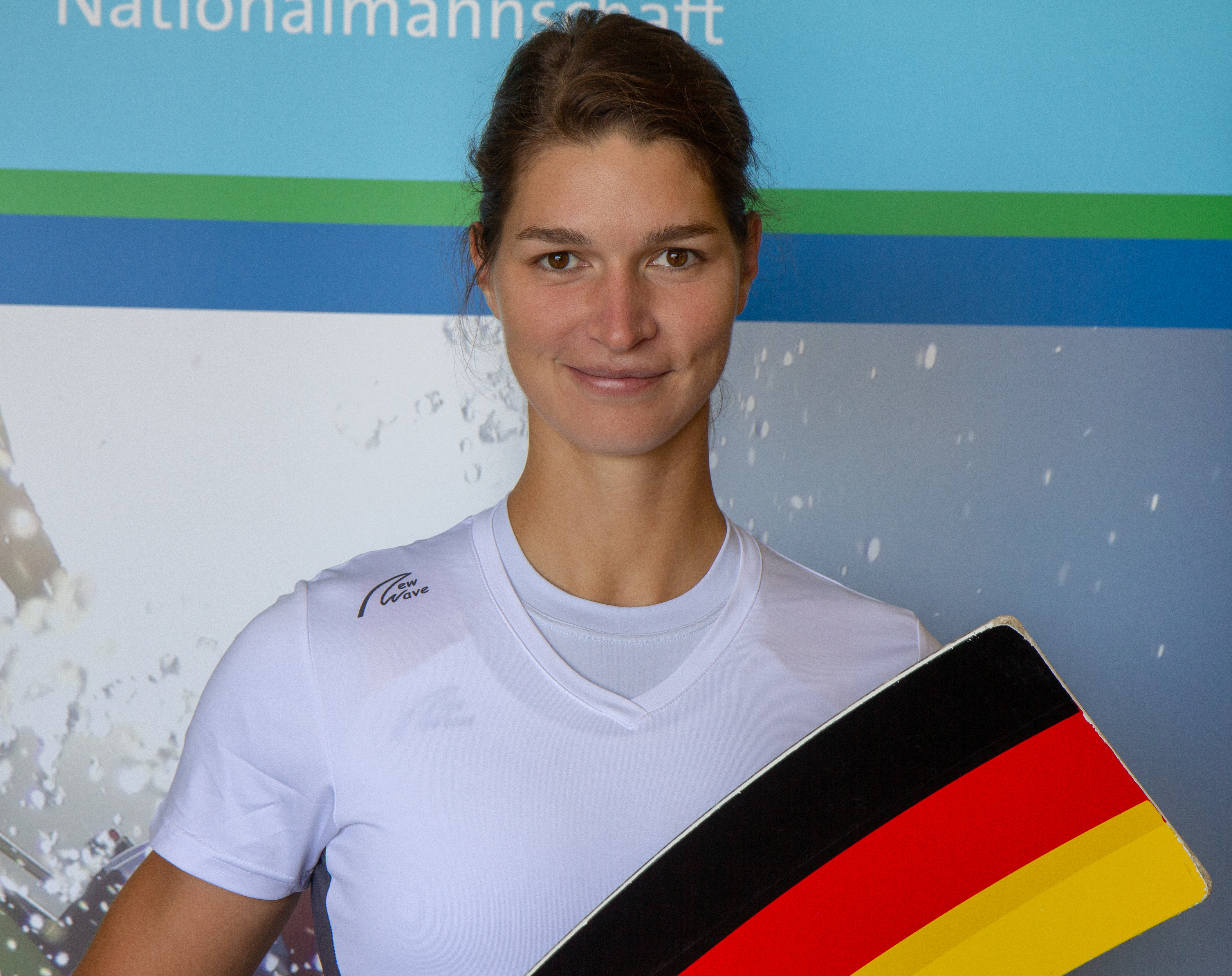
Carina Bär (2018)

Die bekannteste Sportlerin des Vereins war Carina Bär. Sie gewann als einzige Sportlerin des Vereins olympische Medaillen, 2012 in London Silber und 2016 in Rio de Janeiro Gold.
Bei Weltmeisterschaften erruderte Carina Bär zweimal Gold, einmal Silber und einmal Bronze. Gerhard Reinert wurde 1977 Weltmeisterschaftsdritter mit dem Deutschland-Achter.
Auch bei Europameisterschaften war Carina Bär mit dreimal Gold und einmal Silber erfolgreichste Sportlerin der Ruderschwaben. Katrin Reinert erhielt bei Europameisterschaften einmal Silber und einmal Bronze.
Die Steuerfrau Heidrun Barth nahm an den Olympischen Spielen 1984 in Los Angeles teil und belegte in zwei Bootsklassen den sechsten Platz. 
Die Mannschaft der Ruderschwaben verfehlte zwischen 1947 und 1951 mehrmals nur knapp den Gewinn der deutschen Meisterschaft im Vierer mit Steuermann. 1950 wurde die Mannschaft Vize-Meister. Der daran beteiligte Heilbronner Ruderer Klaus Hahn gehörte später der Delegation des Saarlandes bei den Olympischen Sommerspielen 1952 in Helsinki an, wo er im Team mit Herbert Kesel als Zweier ohne Steuermann im Halbfinale ausschied. Der ebenfalls im Nachkriegs-Vierer rudernde Klaus Tochtermann wechselte in den frühen 1950er Jahren nach Mannheim, wo er mehrere Meistertitel gewann. Nach seiner Rückkehr nach Heilbronn war er Trainer und Vorsitzender der Ruderschwaben, von 1976 an auch deren Ehrenvorsitzender.